# The Heart of Edna Leslie
The Heart of Edna Leslie è un cortometraggio muto del 1910 diretto da Sidney Olcott e uscito il 28 settembre 1910. Prodotto dalla Kalem Company, il film fu interpretato da Alice Joyce e da Gene Gauntier, attrice e sceneggiatrice conosciuta all'epoca come Kalem Girl, la ragazza della Kalem.

## Trama
Una ragazza americana viene promessa in moglie a un nobile straniero, ma lei si innamora di un compatriota.

## Produzione
Il film fu prodotto dalla Kalem Company nel 1910.

## Distribuzione
Distribuito dalla General Film Company, il film - un cortometraggio in una bobina - uscì in sala il 28 settembre 1910.